# Frederick Tomkins
Frederick William Tomkins (ur. 6 października 1886, zm. 14 września 1974) – brytyjski zapaśnik walczący w stylu wolnym. Olimpijczyk z Londynu 1908, gdzie zajął czwarte miejsce w wadze koguciej.

## Letnie Igrzyska Olimpijskie 1908
| Konkurencja      | Rundy eliminacyjne  | Rundy eliminacyjne      | Finały                | Finały              | Klas. końcowa |
| Konkurencja      | 1/8                 | 1/4                     | 1/2                   | o 3. miejsce        | Miejsce       |
| ---------------- | ------------------- | ----------------------- | --------------------- | ------------------- | ------------- |
| 54 kg styl wolny | William Cox (GBR) Z | George Saunders (GBR) Z | William Press (GBR) P | Aubert Côté (CAN) P | 4.            |